# 磯子産業道路

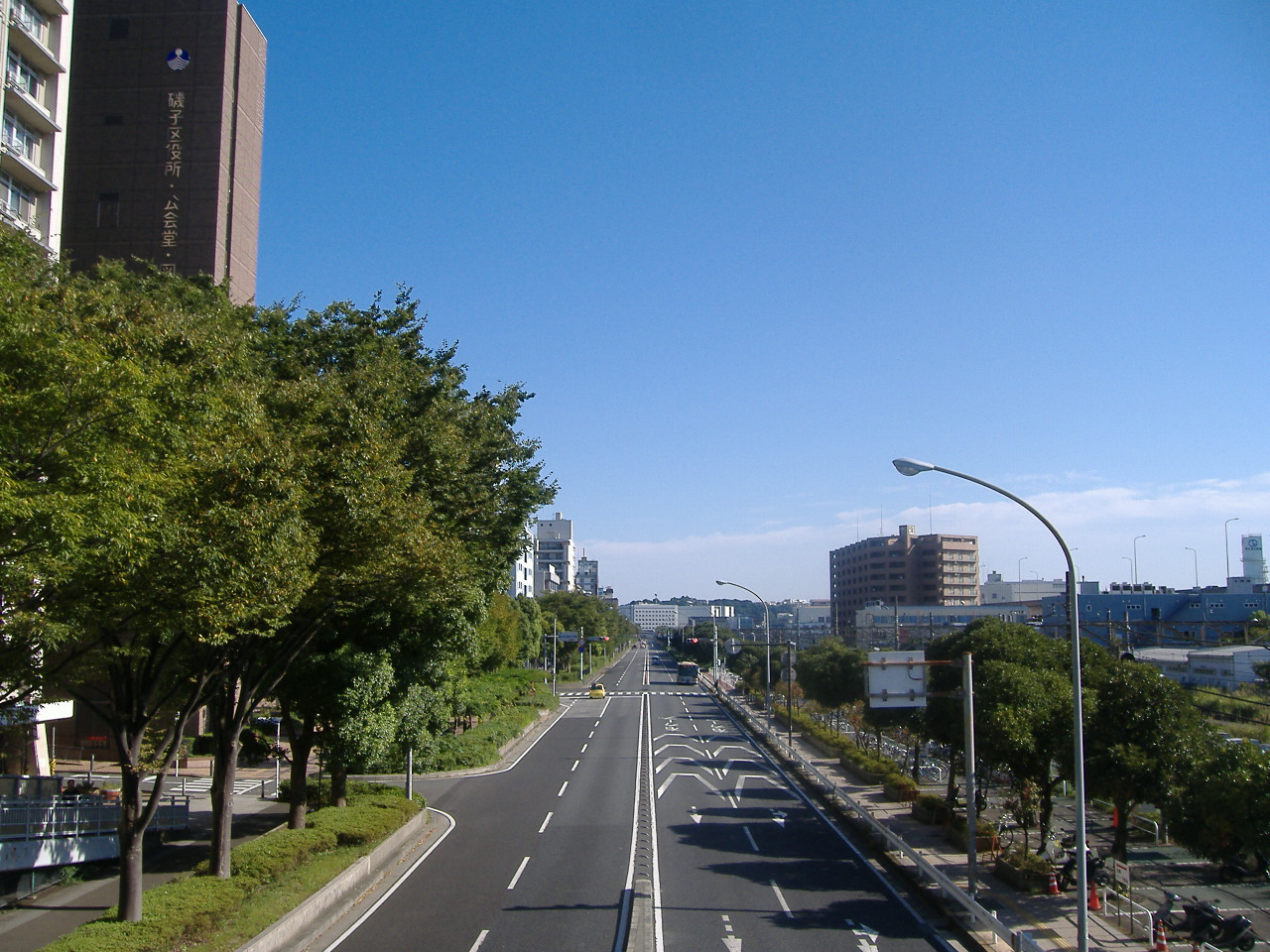
磯子区役所付近

磯子産業道路（いそごさんぎょうどうろ）は、横浜市磯子区磯子2丁目の磯子警察署前交差点から磯子区杉田に至る幹線道路。

## 概要
上下各2車線で、ほぼ全区間国道16号とJR根岸線の間を通る。国道16号屏風浦交差点は磯子警察署方面から屏風浦駅方面への車両の右折が禁止されているため、この区間を走行する場合は本道を経由することとなる。禅馬歩道橋から根岸線の海側を通り磯子車庫前交差点に至る道路は以前磯子産業道路副道と呼ばれていたが、国道357号に編入され、磯子車庫前交差点から根岸線をまたぐ跨線橋は環状2号屏風ヶ浦バイパス建設のため撤去された。

## 磯子アベニュー

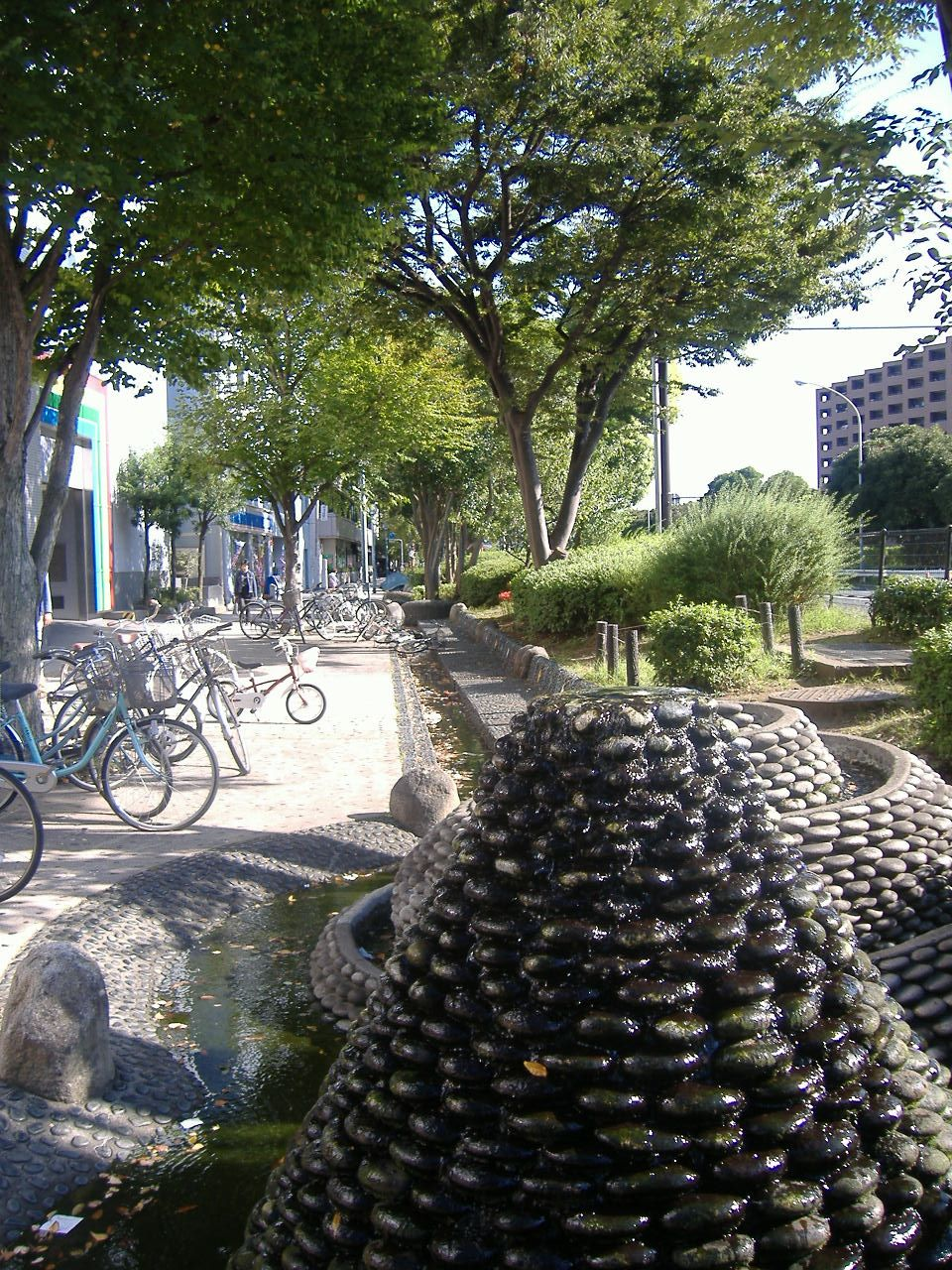
磯子アベニュー

1987年、磯子区制60周年を記念して、磯子産業道路のうち禅馬歩道橋付近と磯子区総合庁舎との間の上り線側の歩道が小川を配した遊歩道「磯子アベニュー」として整備され、1988年には建設省（現・国土交通省）主催の昭和63年度手づくり郷土賞（やすらぎとうるおいのある歩道）受賞。
車道とはケヤキやトウネズミモチを主体とした防砂林で隔てられ、水路には那智黒石が敷かれている。ソイルセメントが採用された舗道には小石や貝がちりばめられ、この付近が海岸線だった当時をしのばせている。小川の水は区役所から湧く湧水が使用されており、湧水は総合庁舎が改築されてからは庁舎のトイレなどで中水道としても使用されている。